# 拜仁慕尼黑女子足球队
拜仁慕尼黑女子足球部（德語：Frauenfußballabteilung des FC Bayern München）是一家设于德國巴伐利亚州（拜仁州）首府慕尼黑的女子足球俱乐部，成立于1970年。在现代德国女子足球运动的起步阶段，球队曾赢得1976年的全国冠军。此后几经沉浮，球队才在2000年重返德甲，尽管她们曾是这一顶级赛事的创始成员。2012年，拜仁女队首夺德国足协杯；2015年和2016年又相继第二次及第三次加冕德国冠军。

## 历史

### 一线队
从1972年至1990年间，拜仁慕尼黑的女子足球队曾连续19年夺得巴伐利亚冠军。在1970年代中期，球队迎来首个鼎盛时期。继1975年于德国足球锦标赛的决赛落败后，拜仁于次年（1976年）终于通过加时赛以4比2战胜柏林普鲁士网球后加冕德国冠军。这支冠军队阵中还涌现出了后来的主教练茜茜·赖特。在1979年、1982年和1985年，拜仁也进入了决赛，但均未能取得预期的成功。而在1988年和1990年，拜仁又两度晋级德国足协杯决赛，亦均以失败告终。
1990年，拜仁成为德国女子足球甲级联赛的创始成员。在首个赛季取得第四名的成绩后，她们于1992年降级至巴伐利亚联赛。此后历经八年之久，拜仁才成功升级——球队于赛季的常规比赛中保持全胜，并在升级季后赛中占据优势。她们自此稳居德甲联赛。1995年，前德国国脚卡琳·丹纳开始出任经理负责掌管女子足球。在新时期，球队于联赛中取得的最好名次是2002年、2005年和2007年的第四名。虽然男队收集了一系列的锦标头衔，但同期的拜仁女队仅能作为人才加工厂，许多未来的国脚都在成名后离开球队加盟其它德甲俱乐部。
在2008-09赛季，拜仁仅以1个净胜球之差憾失冠军，但成功获得了欧洲女子冠军联赛的参赛权。2012年，她们终于在科隆举行的德国足协杯决赛中以2比0战胜更被看好的法兰克福，首次捧得足协杯。
2015年5月10日（德甲第22轮），拜仁在主场以2比0战胜埃森后，以不败的战绩第二次加冕德国冠军。然而在2015-16赛季欧冠联赛的首轮淘汰赛中，她们于次回合被特温特以2比2逼平后（首回合1比1）遭淘汰。至2016年5月1日，拜仁在联赛第20轮主场以5比0击败拜耳勒沃库森，提前两轮成功卫冕德国冠军。

### 二队/U-17青年队
拜仁女子二队于2007年和2008年两度无缘升入德乙联赛。至2008-09赛季，二队才以南部地区联赛冠军的身份成功升入德乙。
17岁以下青年队则身处U-17女子德甲联赛的南部赛区作赛。这支拜仁青年军曾5次进入德国锦标赛决赛，但其中三次对阵波茨坦涡轮（2000年、2006年、2008年）以及2007年对阵FCR杜伊斯堡均以失败告终。直至2013年决赛以3比1战胜居特斯洛2009后，才终于首度夺得青年锦标赛冠军。在接下来的一年，她们再以1比0的决赛比分战胜波茨坦涡轮，蝉联冠军。

## 主场
拜仁女队自2013-14赛季起使用经过翻修的市立绿森林街体育场作赛，体育场可容纳12,500位观众。
二队以及U-17青年队的主场则设于阿施海姆体育公园。

## 荣誉

### 一线队
- 德国足球冠军（德语：Deutsche Fußballmeisterschaft (Frauen)）（3）：1976年（德语：Deutsche Fußballmeisterschaft 1976 (Frauen)）、2015年（德语：Fußball-Bundesliga 2014/15 (Frauen)）、2016年（德语：Fußball-Bundesliga 2015/16 (Frauen)）
- 德国足协杯（德语：DFB-Pokal (Frauen)）冠军（1）：2012年（德语：DFB-Pokal 2011/12 (Frauen)）
- 德国室内杯（德语：DFB-Hallenpokal der Frauen）冠军（2）：2002年（德语：DFB-Hallenpokal der Frauen 2002）、2010年（德语：DFB-Hallenpokal der Frauen 2010）
- 巴伐利亚足球冠军（21）：1972年－1990年（连续19届）、2000年、2004年
- 巴伐利亚杯冠军（8）：1982年、1984年、1985年、1986年、1987年、1988年、1989年、1990年

### 二队
- 南部地区联赛（德语：Fußball-Regionalliga Süd (Frauen)）冠军（1）：2009年（德语：Fußball-Regionalliga 2008/09 (Frauen)）
- 巴伐利亚足球冠军（3）：2002年、2005年、2007年
- 巴伐利亚杯冠军（1）：2003年

### U-17青年队
- U-17女子德甲联赛（德语：B-Juniorinnen-Bundesliga）冠军：2013年（德语：B-Juniorinnen-Bundesliga 2012/13）、2014年（德语：B-Juniorinnen-Bundesliga 2013/14）

## 球员（2020-21赛季）

### 现役一线队球员

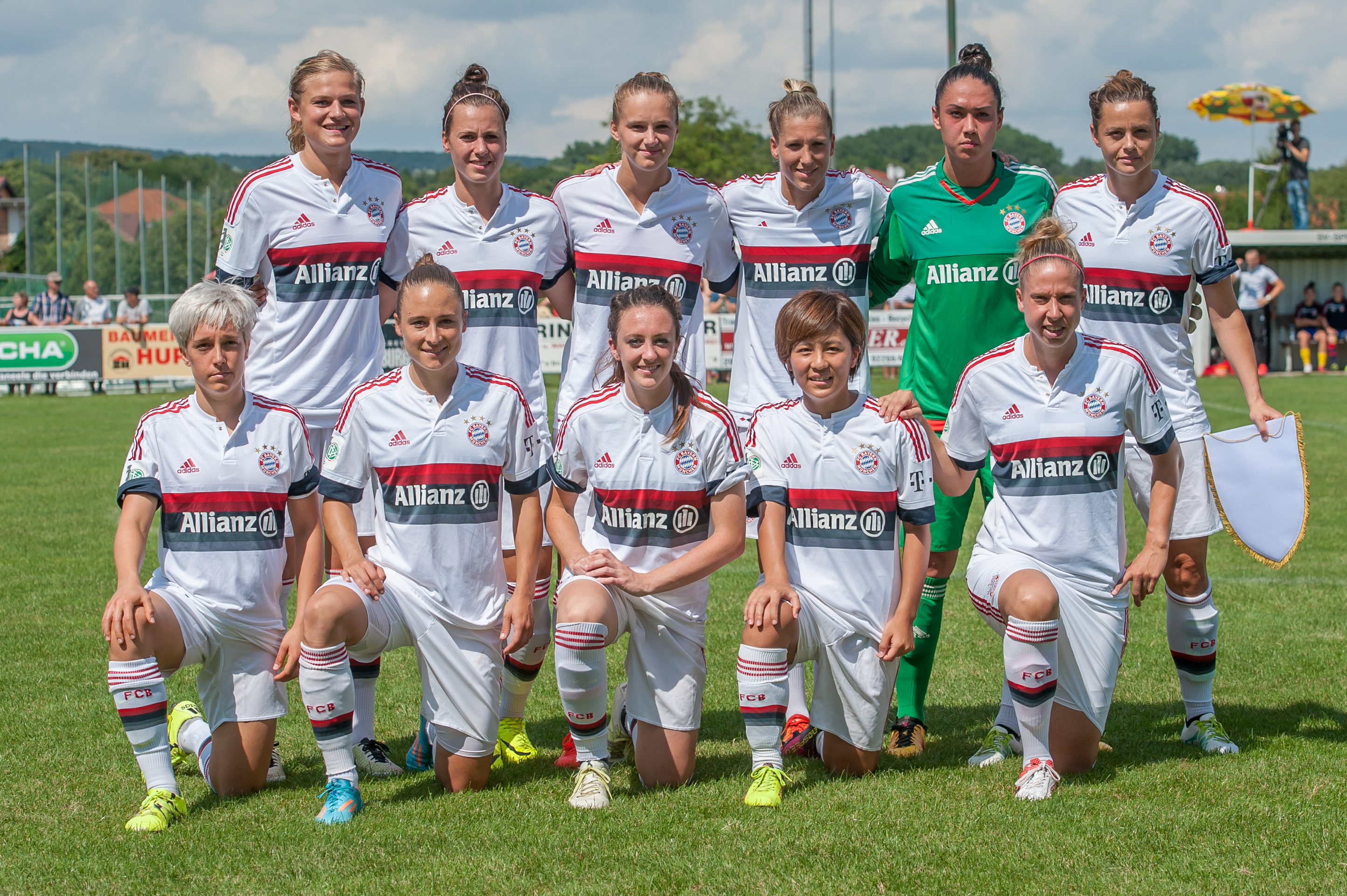
备战2016-17赛季的热身赛阵容

註釋：國旗表示球員在國際足聯資格規則定義的國家隊。球員可能擁有一個以上非國際足聯國籍。
| 號碼 |          | 位置 | 球員                |
| ---- | -------- | ---- | ------------------- |
| 1    | 德国     | 门将 | 劳拉·本卡特         |
| 2    | 德国     | 后卫 | 劳拉·东豪泽         |
| 3    | 丹麦     | 中场 | 西蒙娜·博耶·索伦森  |
| 4    | 德国     | 后卫 | 克里斯汀·德曼       |
| 5    | 瑞典     | 后卫 | 汉娜·格拉斯         |
| 6    | 荷兰     | 中场 | 里内斯·贝伦斯泰恩   |
| 7    | 德国     | 中场 | 茱莉亞·格溫         |
| 8    | 德国     | 前锋 | 吉娅·科利           |
| 9    | 塞尔维亚 | 前锋 | 约瓦娜·达米亚诺维奇 |
| 10   | 德国     | 中场 | 琳达·达尔曼         |
| 11   | 德国     | 前锋 | 莱娅·许勒尔         |
| 12   | 德国     | 中场 | 西德妮·洛曼         |

| 號碼 |        | 位置 | 球員                 |
| ---- | ------ | ---- | -------------------- |
| 14   | 瑞典   | 后卫 | 阿曼达·伊莱斯泰特    |
| 16   | 德国   | 中场 | 丽娜·马古尔（队长）  |
| 17   | 德国   | 中场 | 克拉拉·比尔          |
| 18   | 法國   | 中场 | 维维亚娜·阿塞伊      |
| 19   | 奥地利 | 后卫 | 卡丽娜·温宁格        |
| 21   | 德国   | 中场 | 西蒙妮·劳德尔        |
| 22   | 德国   | 门将 | 玛丽亚·路易莎·格罗斯 |
| 24   | 德国   | 后卫 | 尤利娅·波拉克        |
| 25   | 奥地利 | 中场 | 萨拉·扎德拉齐尔      |
| 27   | 德国   | 后卫 | 玛丽娜·黑格林        |
| 30   | 德国   | 后卫 | 卡洛琳·西蒙          |
| 33   | 德国   | 门将 | 卡琳娜·施吕特        |

### 2016-17赛季转会
| 號碼 |      | 位置 | 球員                            |
| ---- | ---- | ---- | ------------------------------- |
| 22   | 瑞士 | 后卫 | 费雷娜·法伊斯特（自沃尔夫斯堡） |
| 27   | 德国 | 中场 | 安娜·格哈特（自科隆）           |
| 3    | 荷兰 | 后卫 | 斯蒂法妮·范德格拉特（自特温特） |
| 21   | 德国 | 中场 | 西蒙娜·劳德尔（自法兰克福）     |
| 28   | 荷兰 | 门将 | 雅辛塔·魏玛（自埃因霍温）       |
|      | 荷兰 | 前锋 | 弗里多利娜·罗尔弗（自林雪平）   |

| 號碼 |      | 位置 | 球員                            |
| ---- | ---- | ---- | ------------------------------- |
| 22   | 瑞士 | 后卫 | 费雷娜·法伊斯特（自沃尔夫斯堡） |
| 27   | 德国 | 中场 | 安娜·格哈特（自科隆）           |
| 3    | 荷兰 | 后卫 | 斯蒂法妮·范德格拉特（自特温特） |
| 21   | 德国 | 中场 | 西蒙娜·劳德尔（自法兰克福）     |
| 28   | 荷兰 | 门将 | 雅辛塔·魏玛（自埃因霍温）       |
|      | 荷兰 | 前锋 | 弗里多利娜·罗尔弗（自林雪平）   |

| 號碼 |        | 位置 | 球員                              |
| ---- | ------ | ---- | --------------------------------- |
|      | 德国   | 前锋 | 尤妮斯·贝克曼（至波士顿碎浪）     |
|      | 西班牙 | 中场 | 薇若妮卡·波奎特（至巴黎圣日耳曼） |
|      | 奥地利 | 中场 | 劳拉·法伊尔辛格（至桑德）         |
|      | 德国   | 中场 | 燕妮·高吉格尔（至桑德）           |
|      | 義大利 | 后卫 | 拉法埃拉·马涅利（至布雷西亚）     |
|      | 德国   | 中场 | 里卡达·瓦尔克林（至北卡州立狼群） |
|      | 德国   | 门将 | 法宾妮·韦伯（不详）               |
| 16   | 美国   | 中场 | 克莱尔·法尔科纳（不详）           |

| 號碼 |        | 位置 | 球員                              |
| ---- | ------ | ---- | --------------------------------- |
|      | 德国   | 前锋 | 尤妮斯·贝克曼（至波士顿碎浪）     |
|      | 西班牙 | 中场 | 薇若妮卡·波奎特（至巴黎圣日耳曼） |
|      | 奥地利 | 中场 | 劳拉·法伊尔辛格（至桑德）         |
|      | 德国   | 中场 | 燕妮·高吉格尔（至桑德）           |
|      | 義大利 | 后卫 | 拉法埃拉·马涅利（至布雷西亚）     |
|      | 德国   | 中场 | 里卡达·瓦尔克林（至北卡州立狼群） |
|      | 德国   | 门将 | 法宾妮·韦伯（不详）               |
| 16   | 美国   | 中场 | 克莱尔·法尔科纳（不详）           |